# جيمي فلمنج
جيمي فلمنج (بالإنجليزية: Jimmy Fleming)‏ (5 ديسمبر 1901 - 1969) هو لاعب كرة قدم بريطاني (وحمل سابقاً جنسية المملكة المتحدة لبريطانيا العظمى وأيرلندا) في مركز الهجوم. شارك مع منتخب اسكتلندا لكرة القدم. أما مع النوادي، فقد لعب مع نادي رينجرز.

## مسيرته الكروية
لعب جيمي فلمنج خلال مسيرته الاحترافية مع نادِ واحدٍ في عشرة مواسم وسجل خلالها 176 هدف ضمن 225 مباراة. حيث فاز في خمسة مواسم بالكأس وفي ثمانية مواسم بالدوري.
خاض جيمي فلمنج مسيرته مع نادي رينجرز في موسم 1925–26 ليلعب معه عشرة مواسم، مشاركًا في 225 مباراة سجل خلالها 176 هدف.

## وصلات خارجية
- جيمي فلمنج على موقع ناشيونال فوتبول تيمز (الإنجليزية)